# 스테이시 넬킨
스테이시 넬킨(Stacey Nelkin, 1959년 9월 10일 ~ )은 미국의 영화배우, 텔레비전 배우이다.
뉴욕에서 태어났다.

## 영화
- 할로윈 3 (1983년)
- 브로드웨이를 쏴라 (1994년)

## 텔레비전
- 기동순찰대 (드라마)
- 아들과 딸들
- 월튼네 사람들
- A 특공대
- 더 폴 가이
- 제시카의 추리극장
- 프린지 (드라마)